# 陈向东 (1955年)
陈向东（1955年8月—），男，汉族，河南淮滨人，中华人民共和国政治人物，中国共产党党员，中国人民解放军少将，曾任中国人民解放军总参谋部陆军航空兵部政委，第十二届全国人民代表大会解放军代表。

## 生平
陈向东毕业于南京政治学院军队政治机关工作专业。2013年，担任全国人大代表。